# Sd.Kfz. 10
Sd.Kfz. 10, Sonderkraftfahrzeug 10 — германский средний полугусеничный тягач периода Второй мировой войны.
Как и все полугусеничные тягачи, выпускавшиеся в годы войны в Германии, тягач Sd.Kfz. 10 имел передний управляемый не ведущий автомобильный мост и гусеничный движитель. 

## История создания
В 1932 году Demag AG из Веттера (Рур) , ожидая спрос на легкие артиллерийские тягачи, начал работу над таким вездеходом. Согласно предположениям, тягач должен был использоваться для перевозки солдат и буксировки 37-мм и 50-мм зенитных орудий, 20-мм зенитных орудий, пехотного отделения калибра 75 и 150 мм. Прототип, обозначенный как D II 1, разработанный в соответствии с этими предположениями, был готов в начале 1934 года. Он был оснащен, как и следующий прототип, рядным двигателем , карбюратором BMW 315 мощностью 28 л.с. Третий прототип был также оснащен карбюраторным двигателем BMW 319 мощностью 42 л.с., который был слишком маломощным. Поэтому был создан четвертый прототип с маркировкой D II 4, который был оснащен двигателем Maybach HL 38 TRKM. Он стал образцом для появления Versuch-Serie Demag D 6, изготовленной в 1937 году в количестве 8 единиц. В начале 1938 года было заказано 60 шасси 0-Serie, выпущенных в апреле — ноябре. Тогда же, с ноября 1938 года в серийное производство был запущен улучшенный вариант Demag D 7. 13 апреля 1939 года тягач получил свое стандартное обозначение leichter Zugkraftwagen 1 t (Sd. Kfz. 10). Производство тягачей прекратилось в ноябре 1944 года, однако последние 80 машин были сданы уже в феврале 1945 года. 
В производстве участвовали заводы Demag AG,  Adler, Büssing-NAG, MWC, MIAG, MNH в Германии и Saurerwerke в Австрии. Указываемое в некоторых источниках производство на оккупированных французских предприятиях не подтверждается архивными документами. Вероятнее всего они поставляли только комплектующие детали. 
Всего было выпущено около 14000 машин этого типа в пяти модификациях.

## Производство
Demag AG (№№ 100001 — 102600). С 1938 по ноябрь 1942 года выпустил 1075 шасси для тягачей, включая 60 D6 0-Serie и 1162 шасси D7р для Sd.Kfz. 250, 252 и 253, при этом 363 номера в интервале 102101 — 102600 не использовались. Кроме того, с ноября 1942 и до марта 1945 года изготовили еще 2715 шасси D7p (№№ 102601 — 105315). Так же фирма обещала в марте 1945 года сдать 26 шасси D7р и 100 — в апреле. Поскольку бронекорпусов на них не хватало, эти машины должны были стать линейными тягачами.
Adlerwerke (№№ 200001 — 205364). С 1938 по сентябрь 1943 года выпустил 3414 шасси для тягачей, 1054 из которых были изготовлены в варианте Sd.Kfz. 10/4. Так же с 1941 года и до конца 1943 было выпущено 1950 шасси D7p.
Büssing-NAG (№№ 300001 — 300750). С 1938 по декабрь 1942 года выпустил 750 шасси для тягачей. Дополнительно с 1941 по октябрь 1942 года там сдали 1126 шасси D7p (№№ 310001 — 311126).
MWC (№№ 400001 — 404750). С 1939 по ноябрь 1944 года сдано 4670 шасси и еще 80 — в феврале 1945. Из них 975 машин были использованы для изготовления Sd.Kfz. 10/5. Кроме того с июля 1944 года по февраль 1945 изготовили 636 шасси D7p (№№ 410001 —410636). Ещё 150 шасси D7p планировалось сдать в марте 1945 года в роли простых тягачей из-за отсутствия бронекорпусов. 
MIAG (№№ 500001 — 500324). В 1939 — 1941 годах было собрано 324 шасси.
MNH (№№ 600001 — 600600). С 1939 по ноябрь 1942 года сделано 600 шасси.
Saurerwerke (№№ 700001 — 703075). С 1940 по декабрь 1943 года сдано 3075 шасси D7.
Всего было выпущено 13988 стандартных шасси и 7589 D7p.
|     | 1938 | 1939 | 1940 | 1941 | 1942 | 1943 | 1944 | 1945* | Всего |
| --- | ---- | ---- | ---- | ---- | ---- | ---- | ---- | ----- | ----- |
| D7  | 81** | 1838 | 2975 | 2586 | 2813 | 2724 | 891  | 80    | 13988 |
| D7p |      |      | 2738 | 2738 | 2738 | 3026 | 1520 | 305   | 7589  |

*Январь — февраль
**Включая 60 D6.

## Модификации
- Sd.Kfz. 10/1 — машина для обнаружения газа.[1]
- Sd.Kfz. 10/2 — машина с дегазационной установкой.[1]
- Sd.Kfz. 10/3 — машина с распыляющей установкой.[1]
- Sd.Kfz. 10/4 — ЗСУ с 20-мм пушкой. Два прототипа были построены в 1938 году на шасси D6. В мае 1939 года был выдан заказ на 370 машин (195 для сухопутных войск и 175 для Люфтваффе). В 1940 году для Люфтваффе выпустили 47 машин в феврале, 100 в марте, 6 в августе, 67 в сентябре, 23 в октябре и 20 в ноябре. Более для Люфтваффе они не делались. Для Вермахта из 1000 заказанных машин в апреле 1940 года сдали 301 (из них 17 из заказа 1939 года), в мае - 66. Разбивки на помесячное производство в 1941 — 1942 годах не сохранилось. Для изготовления установок выделялись стандартные шасси D7.
- Sd.Kfz. 10/5 — ЗСУ с 20-мм пушкой.
- Demag D7p —  полугусеничное шасси для постройки бронетранспортёров Sd.Kfz. 250, 252 и 253.
- 50-мм противотанковая пушка на шасси 1-тонного тягача.[1]

|                                                             |              | Производитель | 1939 | 1940 | 1941 | 1942 | 1943  | 1944 | 1945 | Всего |
| ----------------------------------------------------------- | ------------ | ------------- | ---- | ---- | ---- | ---- | ----- | ---- | ---- | ----- |
| LW                                                          | Sd.Kfz. 10/4 | Adlerwerke    | 175  | 263  |      |      |       |      |      | 438   |
| Heer                                                        | Sd.Kfz. 10/4 | Adlerwerke    | 178  | 367  | 191* | 273  |       |      |      | 1009  |
| Heer                                                        | Sd.Kfz. 10/5 | MWC           |      |      |      |      | 275** | 687  | 13   | 975   |
| Всего                                                       | Всего        | Всего         | 353  | 630  | 191  | 273  | 275   | 687  | 13   | 2422  |
| *В первом полугодии **Производство начато в конце 1942 года |              |               |      |      |      |      |       |      |      |       |

| 1  | 2  | 3   | 4  | 5   | 6   | 7  | 8  | 9  | 10 | 11 | Всего |
| -- | -- | --- | -- | --- | --- | -- | -- | -- | -- | -- | ----- |
| 25 | 60 | 140 | 50 | 130 | 115 | 30 | 25 | 25 | 2  | 85 | 687   |